# Arcocosecante

Gráfica de la función arcocosecante.

En trigonometría, la arcocosecante es la función inversa de la cosecante de un ángulo. Se simboliza {\displaystyle \operatorname {arccosec} \alpha \,} ó {\displaystyle \operatorname {arccsc} \alpha } y su significado geométrico es el ángulo cuya cosecante es alfa.
{\displaystyle y=\operatorname {arccsc}(x)}
{\displaystyle x=\csc(y),}
De esta definición, por tanto, podemos deducir expresiones equivalentes:
{\displaystyle \operatorname {arccosec} (-x)=-\operatorname {arccosec} x\!}
{\displaystyle \operatorname {arccsc} \,(x)=\arcsin \left({\frac {1}{x}}\right)}
El dominio de definición de la función arcocosecante está comprendido entre {\displaystyle -\infty } y {\displaystyle -1} o entre {\displaystyle 1} y {\displaystyle +\infty }.

## Notación
La notación habitual de la función arcocosecante es {\displaystyle \operatorname {arccosec} (x)} ó {\displaystyle \operatorname {arccsc}(x)}. También es válida la notación cosec-1 (leído como cosecante a la menos uno). Esta última notación no suele estar aconsejada debido a su ambigüedad, ya que es susceptible de ser confundida con una potencia de exponente -1, y su uso es habitual en Norteamérica y en las calculadoras de bolsillo. 
En el lenguaje LaTeX esta expresión se obtiene mediante el comando \arccsc.